# 5
5 (V) var ett normalår som började en torsdag i den julianska kalendern.

## Händelser

### Okänt datum
- Kejsar Augustus upprättar den första romerska kontakten med den germanska stammen ingvaeonerna genom att sända en flotta längs nuvarande tyska och danska kusten.
- Rom erkänner Cunobelinus, kung över catuvellaunerna, som kung av Britannien.
- De germanska stammarna cimbrierna och karyderna skickar ambassadörer till Rom.
- Gnaeus Cornelius Cinna Magnus och Lucius Valerius Messalla Volesus (eller Gaius Ateius Capito) blir konsuler i Rom.
- Tiberius erövrar Germania Inferior.
- Polyainus Marathonius blir arkont av Aten.

## Födda
- Julia, dotter till Julius Caesar Drusus och Livilla (död 43)
- Guangwu av Han, hankinesisk kejsare (död 57)
- Drusilla av Mauretanien, prinsessa
- Ruzi Ying, kinesisk kejsare av Handynastin (död 25)
- Yin Lihua, kejsarinna av Kina (död 64)

## Avlidna
- Gaius Asinius Pollio, romersk orator, poet och historiker (född 76 eller 75 f.Kr.)